# Concepción, Catamarca
Concepción är en ort i Argentina.   Den ligger i provinsen Catamarca, i den norra delen av landet, 1 000 km nordväst om huvudstaden Buenos Aires. Concepción ligger 849 meter över havet och antalet invånare är 410.
Terrängen runt Concepción är kuperad åt sydost, men åt nordväst är den bergig. Närmaste större samhälle är Capayán, 8,3 km söder om Concepción.
Omgivningarna runt Concepción är i huvudsak ett öppet busklandskap. Runt Concepción är det mycket glesbefolkat, med 3 invånare per kvadratkilometer.